# 張誠 (臺灣)
張誠（1960年6月2日—），中華民國陸軍上校、前民國黨籍政治人物，生於臺灣桃園縣（今桃園市），曾任中科院雄三飛彈專案總工程師，也是應用數學家、火箭科學家，退伍後擔任監獄教誨師、觀護人、國立中央大學企管系兼任助理教授，畢業於中正理工學院應用數學系、國立清華大學計算機管理決策研究所碩士、美國伊利諾大學香檳分校電腦科學博士。
現任桃園市政府經濟發展局局長，國立中央大學企業管理學系兼任助理教授，長年於民間推動社會公益及解癮戒毒，同時也是一位政治人物，在政論節目也常受邀發表專業意見。此外，張誠曾於2016年起代表民國黨先後參選立委及市議員，並於2020年代表國會政黨聯盟參選立委。

## 家庭
張誠的父親為福建省人，母親則是出生於日治時期的臺灣本省人。

## 早年生涯
2011臺北世界設計大展中以「天盾」、「心靈的天堂」，是唯一一位以台灣科學家身分受邀參展。
曾在美國太空總署（NASA）跟隨丁肇中博士（諾貝爾物理學獎得主）進行太空研究計畫的臺裔科技軍官，回國後擔任中華民國國防部軍備局中山科學研究院「雄風計畫」（雄風三型反艦飛彈）的專案總工程師。

## 政治活動
- 2015年9月18日由民國黨舉辦第二波立法委員提名人記者會，宣布參選桃園市第五選區立法委員[2][3]
- 2015年11月28日張誠平鎮競選總部成立大會，徐欣瑩指出張誠是資訊科學博士，過去還是中科院雄風三型飛彈專家，曾在美國太空總署丁肇中博士研究團隊，而平鎮、龍潭區是國防重鎮，最需要張誠這位優秀國防科技人才。[4]。
- 張誠後來在2016年中華民國立法委員選舉以第三高票17,956票落選。

- 2018年8月28日，在母親和妻子陪同下完成參選登記，正式宣布投入2018年中華民國地方公職人員選舉，參選桃園市平鎮區市議員，在2018年9月22日，張誠於平鎮義民廟舉辦市議員競選總部成立大會[5]。
- 2019年11月20日，張誠正式登記代表國會政黨聯盟參選桃園市第五選區 （平鎮區、龍潭區）立法委員，以立法院不能沒有科技專業立委為主打，主張用科技帶動產業發展、改善空汙、活化交通，要給人民過好日子。[6]。

### 加入張善政市府
2022年12月，張獲延攬加入張善政市府擔任桃園市政府經發局局長。

## 歷次選舉
- 選舉人數：252,796
- 投票數（投票率）：169,732（67.14%）
- 有效票（比率）：166,358（98.01%）
- 無效票（比率）：3,374（1.99%）

| 號次 | 候選人 | 性別 | 政黨         | 得票數 | 得票率 | 當選標記 |
| ---- | ------ | ---- | ------------ | ------ | ------ | -------- |
| 1    | 呂玉玲 | 女   | 中國國民黨   | 72,965 | 43.86% |          |
| 2    | 蕭家亮 | 男   | 無黨籍       | 841    | 0.51%  |          |
| 3    | 張誠   | 男   | 民國黨       | 17,956 | 10.79% |          |
| 4    | 張肇良 | 男   | 民主進步黨   | 70,202 | 42.20% |          |
| 5    | 黃志浩 | 男   | 無黨籍       | 3,517  | 2.11%  |          |
| 6    | 黃國華 | 男   | 健保免費連線 | 877    | 0.53%  |          |

- 應選出名額：6席 ，含婦女保障名額：1席
- 選舉人數：171,460
- 投票數（投票率）：106,318（62.01%）
- 有效票（比率）：104,126（97.94%），無效票（比率）：2,192（2.06%）

| 號次 | 候選人 | 性別 | 政黨       | 得票數 | 得票率 | 當選標記 |
| ---- | ------ | ---- | ---------- | ------ | ------ | -------- |
| 1    | 張誠   | 男   | 民國黨     | 6,487  | 6.23%  |          |
| 2    | 劉仁照 | 男   | 民主進步黨 | 10,576 | 10.16% |          |
| 3    | 歐陽霆 | 男   | 台灣綠黨   | 8,738  | 8.39%  |          |
| 4    | 王燕惠 | 女   | 民主進步黨 | 3,144  | 3.02%  |          |
| 5    | 莊玉輝 | 男   | 無黨籍     | 9,833  | 9.44%  |          |
| 6    | 楊家俍 | 男   | 民主進步黨 | 11,111 | 10.67% |          |
| 7    | 黃敬平 | 男   | 中國國民黨 | 16,597 | 15.94% |          |
| 8    | 謝彰文 | 女   | 中國國民黨 | 9,792  | 9.40%  |          |
| 9    | 劉念雲 | 男   | 左翼聯盟   | 1,150  | 1.10%  |          |
| 10   | 劉邦鉉 | 男   | 民主進步黨 | 2,958  | 2.84%  |          |
| 11   | 陳萬得 | 男   | 中國國民黨 | 12,500 | 12.00% |          |
| 12   | 舒翠玲 | 女   | 中國國民黨 | 11,240 | 10.79% |          |

## 外部連結
- 雄三飛彈總工程師張誠博士 （页面存档备份，存于）
- 誠實大叔 張誠博士 （页面存档备份，存于）